# Cultura de San Dieguito
La cultura de San Dieguito (San Dieguito Complex, en inglés) es un patrón arqueológico de Norteamérica que se desarrolló en el Holoceno temprano. Se han detectado sitios relacionados con el complejo en el sur de California y regiones circunvecinas del Suroeste de Estados Unidos, así como en la porción norte de la península de California, en el noroeste de México —donde es clasificada como parte de la Etapa Lítica de las culturas nativas—. 

## Historial de investigaciones arqueológicas
El complejo fue identificado por primera vez por Malcolm J. Rogers en 1919, en el sitio denominado SDI-W-240 en Escondido (California). En ese momento, Rogers llamó a los portadores de esta tradición cultural con el nombre de Scraper Makers (inglés: Hacedores de raspadores), basado en la presencia de instrumentos líticos unifaces en los sitios relacionados con el complejo. 
En un reporte inicial, Rogers sugería que los scraper makers correspondían a una segunda oleada de grupos humanos que llegaron a la región, que se encontraba ocupada por los portadores de la cultura que luego fue conocida como complejo La Jolla. Los recién llegados habrían desplazado a los primeros habitantes hacia las costas del Océano Pacífico. Sin embargo, las propias excavaciones de Rogers en el sitio C. W. Harris (CA-SDI-149) en Rancho Santa Fe (California) permitieron establecer que los materiales correspondientes a la cultura de San Dieguito se encontraban en un estrato más antiguo que los pertenecientes al complejo La Jolla.
Las excavaciones subsecuentes en Harris confirmaron las principales conclusiones de Rogers y arrojaron como resultado, tras el examen por carbono 14 de los materiales obtenidos, que los materiales del complejo San Dieguito hallados en Harris databan del año 8200 a. C.

## Características
Algunas de las características sugeridas para la identificación del complejo San Dieguito, además de los raspadores, que se presentan en abundancia, incluyen piezas bifaciales producidas por medio de percusión; piedras talladas con forma de media luna; puntas líticas de estilo Lake Mohave y Lake Silver; escasez o ausencia de instrumentos de molienda (metates) y ausencia de pequeños proyectiles y cerámica.
Basándose en la evidencia arqueológica, los cambios de asentamiento y las transformaciones tecnológicas observadas en los materiales encontrados en sus excavaciones, Rogers distinguió tres fases cronológicas para el complejo San Dieguito. Sin embargo, muchos arqueólogos no emplean estas subdivisiones, debido a las confusiones originadas por los cambios de la nomenclatura de las mismas
Las interpretaciones del complejo San Dieguito se han modificado conforme avanzan las indagaciones arqueológicas. Algunos consideran a sus portadores como grandes cazadores, sucesores de la cultura Clovis del final del Pleistoceno. Otros los califican de forrajeadores. Mientras que Rogers veía en el complejo San Dieguito el producto de una población diversa en el tiempo y en sus componentes étnicos, otros investigadores consideran que existe una continuidad cronológica entre este complejo y el de La Jolla. Una interpretación más radical sugiere que San Dieguito no fue, ni étnica ni cronológicamente, distinto de las otras culturas; sino que se trataba de gentes del mismo pueblo aplicadas a un conjunto de actividades especializadas —ligadas a la producción de instrumentos de piedra— que mantuvieron los rasgos del complejo La Jolla durante casi todo el Holoceno.
Rogers extendió la clasificación San Dieguito a una amplia región del poniente de América del Norte, reconociendo cuatro grandes regiones: La Región Central, correspondiente al sureste de California, el occidente de Nevada y el noreste de Baja California; la Región Sur, que abarca el sur de Arizona y el norte de Sonora. La Región Sudoccidental comprende el suroeste California y una parte importante de Baja California, y por último la Región Occidental, compuesta por el norte de California. Los materiales provenientes de la Gran Meseta y habían sido asociados al complejo San Dieguito, son relacionados en trabajos más recientes con el complejo Lake Mohave. La nomenclatura del complejo San Dieguito es empleada con frecuencia en el análisis arqueológico del desierto de Sonora, el norte de Baja California y el suroeste californiano.